# Son of Paleface
Son of Paleface is een Amerikaanse filmkomedie uit 1952 onder regie van Frank Tashlin. Destijds werd de film in Nederland onder de titel S.O.S. Held in nood! uitgebracht.

## Verhaal
Peter Potter jr. is afgestudeerd van Harvard en hij keert terug om het goud van zijn vader op te eisen. Dat is nergens te bekennen. De rondborstige Mike Delroy is de aanvoerster van een dievenbende en sheriff Roy Barton zit haar op de hielen.

## Rolverdeling
| Acteur             | Personage          |
| ------------------ | ------------------ |
| Bob Hope           | Peter Potter jr.   |
| Jane Russell       | Mike Delroy        |
| Roy Rogers         | Roy Barton         |
| Trigger            | Trigger            |
| Bill Williams      | Kirk               |
| Lloyd Corrigan     | Doc Lovejoy        |
| Paul E. Burns      | Ebenezer Hawkins   |
| Douglass Dumbrille | Sheriff McIntyre   |
| Harry von Zell     | Mijnheer Stoner    |
| Iron Eyes Cody     | Chief Yellow Cloud |
| William Davis      | Hoefsmid           |
| Charles Cooley     | Charley            |